# Światowy Dzień Nauczyciela
 Światowy Dzień Nauczyciela (ang. World Teachers' Day) – międzynarodowe święto nauczycieli proklamowane przez UNESCO w 1994, organizowane tradycyjnie wspólnie przez UNESCO, MOP, UNDP, UNICEF i Education International.
Dzień ten upamiętnia podpisanie w 1966 roku „Rekomendacji w sprawie statusu nauczyciela”, opracowanego przez UNESCO i Międzynarodową Organizację Pracy (MOP). 
Obchody są okazją do podkreślenia wiodącej roli nauczycieli, w zapewnieniu najwyższej jakości edukacji na wszystkich poziomach nauczania. To zalecenie jest moralnie wiążące dla wszystkich krajów.
W 2014 roku miała miejsce 20. rocznica obchodów. Hasłem obchodów na rok 2015 było „Potrzeba nauczycieli!” (ang. A Call for Teachers!).
W Polsce od 1997 roku 5 października również obchodzony jest Światowy Dzień Nauczyciela, przez nauczycieli reprezentujących sektor nauki i szkolnictwa wyższego.